# Taaningichthys
Taaningichthys is een geslacht van straalvinnige vissen uit de familie van lantaarnvissen (Myctophidae). Het geslacht is voor het eerst wetenschappelijk beschreven in 1959 door Bolin.

## Soorten
- Taaningichthys bathyphilus Tåning, 1928
- Taaningichthys minimus Tåning, 1928
- Taaningichthys paurolychnus Davy, 1972